# Dolichotrigona
Dolichotrigona era um género de himenópteros ápidos da tribo Meliponini. Parecia constituir um grupo monofilético, porém, foi feita uma reclassificação do gênero e ele foi invalidado, com todas as espécies que pertenciam ao gênero sendo reclassificadas para o gênero trigonisca.

## Espécies
- Dolichotrigona longitarsis (Ducke, 1916).
- Dolichotrigona martinezi (Brèthes, 1920)
- Dolichotrigona schulthessi (Fritasse, 1900)
- Dolichotrigona mendersoni Camargo & Pedro 2005.
- Dolichotrigona clavicornis Camargo & Pedro 2005
- Dolichotrigona rondoni Camargo & Pedro 2005
- Dolichotrigona tavaresi Camargo & Pedro 2005
- Dolichotrigona browni Camargo & Pedro 2005
- Dolichotrigona moratoi Camargo & Pedro 2005
- Dolichotrigona chachapoya Camargo & Pedro 2005